# Bloody Roar 3
Bloody Roar 3 es la tercera entrega de la saga de videojuegos de lucha Bloody Roar desarrollada por Eighting/Hudson Soft en 2001 y lanzada para la PlayStation 2. Eventualmente este juego sería actualizado y adaptado para Nintendo GameCube como Bloody Roar: Primal Fury y a la Xbox como Bloody Roar Extreme. 
Esta versión tiene algunos personajes nuevos como Xion, Uranus y Kohryu que se suman a los personajes presentados en el juego anterior y le dan un nuevo giro a la historia.

## Historia
Tras lo ocurrido en el segundo juego, Yugo con la ayuda de Alice y Kenji, decide crear una organización llamada "Mundo de Coexistencia" (World of Co-Existence en inglés) cuyo objetivo principal es que Zoántropos (humanos con la capacidad de convertirse en bestia, manteniendo su intelecto) y humanos comunes puedan vivir en paz y armonía. Sin embargo, una extraña marca conocida como "El genoma X" (X-Genome Code (XGC) en inglés) apareció en el cuerpo de cada Zoántropo. Poco se conoce sobre esta marca pero se dice que traería consigo tragedias y muerte a los que la portan. Para detener esta calamidad, algunos Zoántropos deciden empezar su propia investigación para descubrir la verdad y lograr que la marca desaparezca.
Así, es revelado que según la mitología de Bloody Roar, el XGC se remonta a tiempos antiguos en donde existió un ser llamando el "No nacido" (The Unborn en inglés), un ser demoniaco creado por Gaia al igual que todos los Zoántropos y esta sellado en otra dimensión con un objeto llamado "La tabula de las 1000 bestias". Este ser logra poseer a un Zoántropo llamado Xion, quien busca liberar el sello de la tabula por completo y destruir a todos Zoántropos.
Después de pelear contra Xion, Yugo logra vencerlo y con esto destruye la tabula y el XGC desaparece de los cuerpos de los Zoántropos. Al mismo tiempo, Xion logra liberarse de la posesión del No Nacido.

## Versiones
- Nintendo GameCube fue lanzado como Bloody Roar: Primal Fury en 2002. Esta versión tiene una trama completamente diferente a la mostrada anteriormente
- Xbox fue lanzado como Bloody Roar Extreme en 2003

## Personajes

### Personajes Antiguos
- Alan Gado (León)
- Alice Nonomura (Conejo)
- Hajime Busuzima (Camaleón)
- Kenji "Bakuryu" Ogami (Topo)
- Jeanne "Shina" Gado (Leopardo)
- Jenny Burtory (Murciélago)
- Long Shin (Tigre)
- Shenlong (Tigre)
- Steven "Stun" Goldberg (Insecto)
- Uriko Nonomura (Media Bestia: Mitad Humano / Mitad Gato)
- Yugo Ogami (Lobo)

### Nuevos Personajes
- Xion (No Nacido)

### Personajes Desbloqueables
- Uranus (Quimera)
- Kohryu (Topo de hierro)

## Recepción
Bloody Roar 3 recibió críticas generalmente favorables, en especial, como una leve mejora de jugabilidad con respecto a sus predecesores.